# Kolyivchtchyna (film)
Pour plus de détails, voir Fiche technique et Distribution.
Kolyivchtchyna est un film soviétique réalisé par Ivan Kavaléridzé, sorti en 1933. Le film est basé sur le poème Haïdamak de Taras Chevtchenko et porte le nom du soulèvement Kolyivchtchyna de 1768 - 1769 ; il est cité dans la liste des 100 meilleurs films de l'histoire du cinéma ukrainien.

## Fiche technique
- Titre : Kolyivchtchyna (Колиивщина)
- Réalisation et scénario : Ivan Kavaléridzé, Taras Chevtchenko
- Musique : Vassyl Verkhovynets, Pavlo Tolstiakov
- Société de production : studio Dovjenko
- Pays :  Union soviétique
- Langues : Russe, Ukrainien, Polonais
- Durée : 80 minutes
- Dates de sortie : 
  -  Union soviétique : 1933
  - États-Unis : 16 septembre 1934

## Distribution
- Aleksandr Serdiouk : Semen Nejivoy ;
- Daniil Antonovich : Maksym Zalizniak ;
- Ivan Maryanenko : Ivan Gonta ;
- D. Chklyarsky : le comte Pan Potosky ;
- Polina Tabatchnykova-Niatko : Oksana.